# 北京四环路
四环路是北京市城区的一条环城快速路，平均距离北京市中心点约8公里。北京四环路全长65.3公里，全线共建设大小桥梁147座，并设有完善的交通安全设施。主路双向八车道，全封闭、全立交，设计时速为100km/h。

## 历史
在1990年北京举行第十一届亚运会之前，四环路的部分路段，主要是北四环学院路到四元桥路段，就已经建成并通车。但整个四环路的建设持续了十余年。1999年中华人民共和国成立五十周年之际，东四环路建成并通车。一年以后，北四环的其余路段，西四环，建成通车。到2001年6月，整个四环路全部连成一体。
四环路最初按照高速公路的标准运营，2008年因城市发展考量降级为快速路，路牌由绿色更换为蓝色。
全线贯通后的四环路贯穿海淀、朝阳、丰台三区，途经亚运村、中关村、丰台高科技园区、北京经济技术开发区、东郊电子城等，与北京首都国际机场、京通快速路、京沈高速公路、京津塘高速公路、京开高速公路、京石高速公路、八达岭高速公路等高速公路和数十条城市干道相连，庞大的城市系统交通网络把周边的黄金区域串连起来，提升了各地的优势，从而极大地提高了整个城市的品质。

## 设计标准
四环路是按照高速公路的标准设计的，这一点在车道宽度、道路标志、紧急停车带、中途加油站和出入口的设计上均得到体现。建成之初的设计时速为100km/h。后来由于城市的发展与扩张，四环路承载的交通流量日益增大，北京市遂将四环路的最高行车时速限制为80km/h。这样一来，四环路从一条高速公路降级为城市快速路。但截至2005年5月，这条路仍然是国内标准最高、规模最大的城市快速环路。

## 构成
四环路习惯上可划分为：
- 北四环（北四环西路（四海桥至保福寺桥）、北四环中路（保福寺桥至安慧桥）、北四环东路（安慧桥至四元桥））
- 东四环（东四环北路（四元桥至朝阳公园桥）、东四环中路（朝阳公园桥至窑洼湖桥北）、东四环南路（窑洼湖桥北至十八里店桥））
- 南四环（南四环东路（十八里店桥至榴乡桥）、南四环中路（榴乡桥至马家楼桥）、南四环西路（马家楼至科丰桥））
- 西四环（西四环南路（科丰桥至岳各庄桥北）、西四环中路（岳各庄桥北至定慧桥）、西四环北路（定慧桥至四海桥））

## 立交桥
四环路上全部立交桥：（顺时针方向）
望和桥---望京桥---四元桥---霄云桥---东风北桥---双新桥---朝阳公园桥---红领巾北桥---红领巾桥---慈云寺桥---四惠桥---百子湾桥---大郊亭桥---窑洼湖桥---工大桥---四方桥---小武基桥---十八里店北桥---十八里店桥---十八里店南桥---小红门桥---肖村桥---红寺桥---榴乡桥---大红门东桥---大红门桥---公益桥---公益西桥---马家楼桥---科丰桥---看丹桥---丰北桥---岳各庄桥---岳各庄北桥---沙窝桥---沙窝北桥---五棵松桥---金沟河桥---定慧桥---定慧北桥---五路桥---四季青桥---远大桥---南坞桥---四海桥---火器营桥---海淀桥---中关村一桥---中关村二桥---中关村三桥---保福寺桥---展春桥---学院桥---健翔桥---北辰西桥---北辰桥---北辰东桥---安慧桥---惠新西桥---惠新东桥

## 公共交通

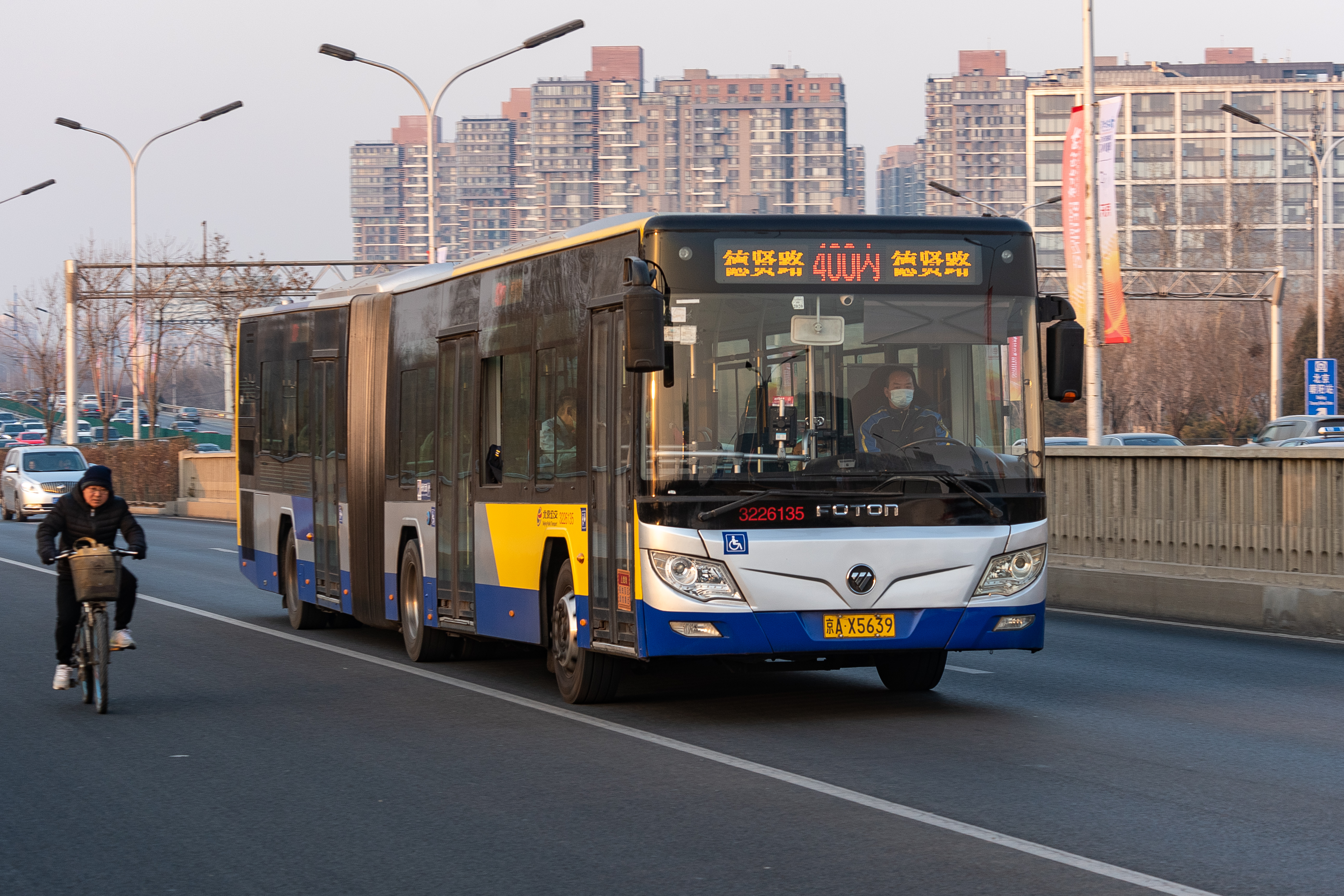
400路内环驶经朝阳公园桥南（2021年2月）

公交路线400路亦服务于四环路之双环线，分快车和慢车。外环快车由看丹桥发车，沿整圈四环路行走一圈后返回看丹桥。内环快车由七里庄发车，沿整圈四环路行走一圈返回七里庄。外环慢车由阜永路口西发车，沿整圈四环路行走一圈后返回阜永路口西。内环慢车由德贤路发车，沿整圈四环路行走一圈返回德贤路。

## 摩托车
四环路所围绕的市区区域为京B号牌摩托车禁行区域（不含四环路辅路），所有四环路内侧的路口均设置有“京B摩托车禁行”标志。京A号牌摩托车则容许通过。

## 图集
- 中关村人行天桥上的日出
- 岳各庄段
- 数辆军车行驶在海淀桥-中关村一桥段（拍摄于北京奥运会开幕前夕）
- 夜晚的北四环路（2024年11月）
- 南四环十八里店南桥附近